# Goldwin Smith
Goldwin Smith (13 août 1823 - 7 juin 1910) est un historien et un journaliste britannique et canadien.

## Biographie
Né à Reading, dans le Berkshire, il suit des études au Collège d'Eton et au collège de la Madeleine d'Oxford. Avec Arthur Penrhyn Stanley, il exige des réformes universitaires puis participe à la pleine libéralisation des facultés.
Régent d'histoire moderne à Oxford, il croit fortement aux valeurs éducatives de l'histoire, dont l'histoire de l'antiquité. Auteur d'un essai sur l'histoire politique du Royaume-Uni, il prend parti en faveur du Nord lors de la guerre civile américaine, alléguant les abus esclavagistes commis par les sudistes.
En 1871, il s'établit à Toronto et s'intéresse bientôt aux puissances du domaine colonial britannique. À Toronto, Smith dirige le Canadian Monthly, puis crée Week et le Bystander,. Favorable à un accroissement d'autonomie pour l'Irlande, il s'oppose toutefois au projet d'indépendance souhaité par William Gladstone.
Ses réflexions diverses sur l'autonomie du Canada, le suffrage féminin, l'État-providence et la prohibition révèlent ses opinions libérales, patriotiques, et parfois même réactionnaires. Vers la fin de sa vie, il est définitivement acquis à la libre-pensée.

## Racisme et antisémitisme
Smith éprouve un réel mépris envers les Canadiens français et leur entêtement culturel. L'historien écrit à propos de cette nation qu'elle n'est qu’un « débris antédiluvien de la vieille société française, avec sa torpeur et sa bigoterie, absolument sans aucune valeur pour la civilisation moderne ».
Smith a également des opinions fortement anti-juives. Surnommé « l'antisémite le plus vicieux du monde anglophone », il qualifie les Juifs de « parasites » qui « absorbent les richesses de la communauté sans rien y apporter ». Les chercheurs Glenn C. Altschuler et Isaac Kramnick ont étudié les écrits de Smith, qui affirmaient que le Juif était responsable d'une forme de « répulsion » qu'il provoquait chez d'autres, en raison de l'affirmation de son caractère et de ses habitudes particulières. Cela définition comprenait aussi « une préoccupation de gagner de l'argent », ce qui en fait un « ennemi de la civilisation ». Il a également décrit la circoncision, comme « un rite barbare, un problème juif ».
Smith écrit: « L'objectif juif a toujours été le même depuis l'époque romaine. Nous considérons notre race comme supérieure à toute l'humanité, et nous ne recherchons pas notre union ultime avec les autres races, mais notre triomphe final sur elles ». L'historien britannique avait une forte influence sur des politiciens canadiens tels que William Lyon Mackenzie King et Henri Bourassa.

## Ouvrages publiés
- Does the Bible Sanction American Slavery, 1863
- The Reorganization of the University of Oxford, 1868
- Canada and the Canadian Question, 1891
- The United States: an Outline of Political History, 1893
- Essays on Questions of the Day, 1894
- Guesses at the Riddle of Existence, 1897
- United Kingdom: a Political History, 1899
- Commonwealth or Empire?, 1902
- My Memory of Gladstone, 1904